# Giuseppe di Marsciano
Giuseppe di Marsciano (Modena, 22 maggio 1696 – Orvieto, 2 luglio 1754) è stato un vescovo cattolico italiano, vescovo di Orvieto dal 1734 al 1754.

## Biografia
Giuseppe di Marsciano, patrizio romano e orvietano, nacque a Modena il 22 maggio 1696 dal matrimonio tra il conte Lodovico di Marsciano e la contessa romana Anna Maria Carcano Testa. Iniziò la sua carriera ecclesiastica a Roma per poi divenire assistente al Soglio Pontificio, prelato d'onore di Sua Santità e conte palatino.

### Vescovo di Orvieto
Trentasettenne, fu promosso al governo della diocesi il 20 gennaio 1734 e ne prese solennemente il possesso il 4 aprile dello stesso anno. Qui celebrò il sinodo diocesano dal 26 al 28 aprile 1744 e istituì la Scuola pia per l'educazione delle fanciulle. Eresse la chiesa della Madonna del velo, iniziata nel 1749 con le elemosine sue e dei benefattori, che venne consacrata il 5 giugno 1751. Posta fuori delle mura della città nella contrada di Porta maggiore, dopo averla dotata degli arredi necessari, ne lasciò il patronato a suo fratello Alessandro per sé e per i suoi eredi.
Nella sua vita mostrò un grande culto nei confronti di una antica parente beata terziaria francescana: Angelina di Marsciano, tanto che la stessa Scuola pia per l'educazione delle fanciulle fu istituita sotto la protezione della beata e per il giorno a lei dedicato, il 14 luglio, ottenne dal papa che fosse concessa l'indulgenza plenaria applicabile alle anime del purgatorio. Morì a Orvieto il 2 luglio 1754 e venne sepolto nella sua chiesa.

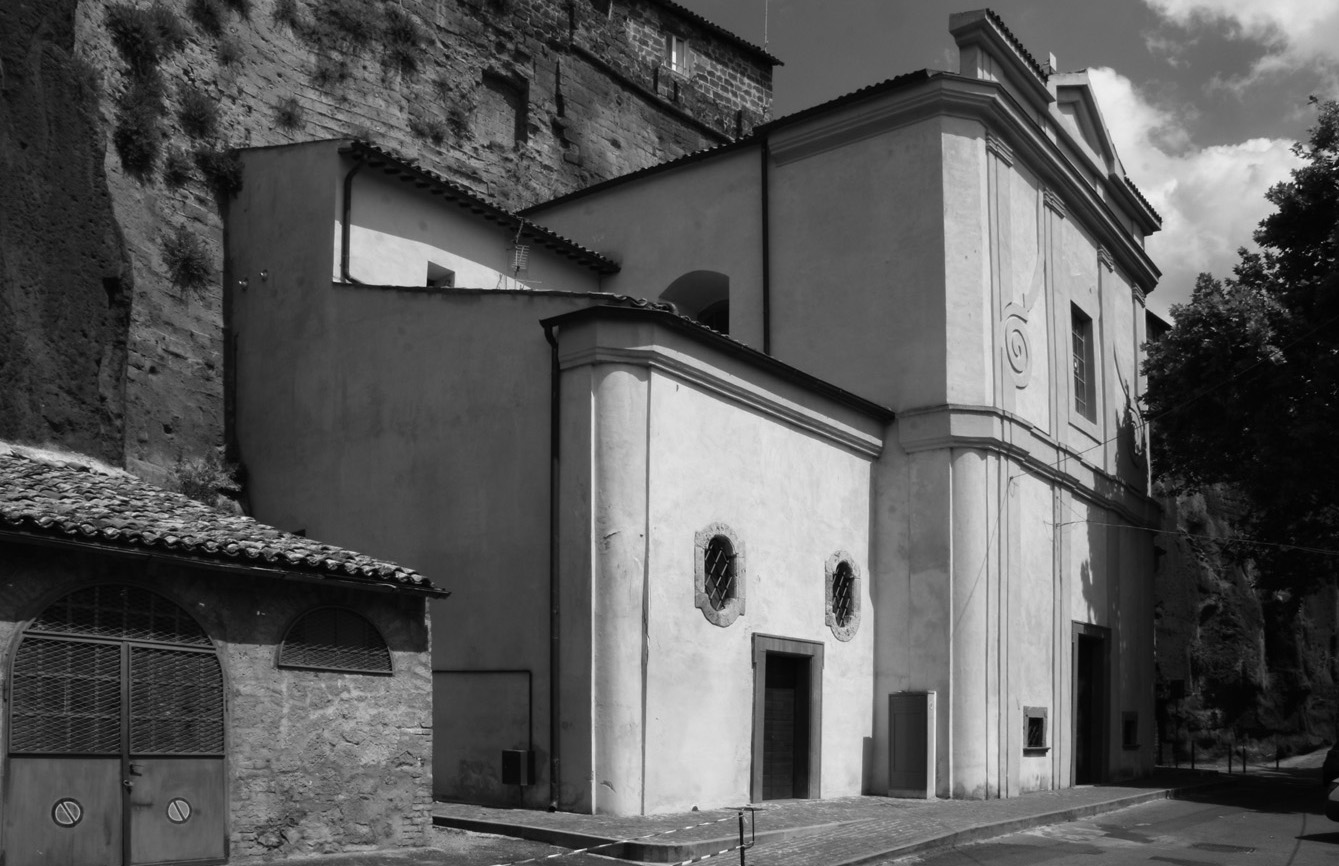
La chiesa della Madonna del velo ad Orvieto, costruita dal vescovo Giuseppe di Marsciano nel 1749

## Genealogia episcopale
La genealogia episcopale è:
- Cardinale Scipione Rebiba
- Cardinale Giulio Antonio Santori
- Cardinale Girolamo Bernerio, O.P.
- Arcivescovo Galeazzo Sanvitale
- Cardinale Ludovico Ludovisi
- Cardinale Luigi Caetani
- Cardinale Ulderico Carpegna
- Cardinale Paluzzo Paluzzi Altieri degli Albertoni
- Cardinale Gaspare Carpegna
- Cardinale Fabrizio Paolucci
- Cardinale Pier Marcellino Corradini
- Vescovo Giuseppe di Marsciano